# 숲도마뱀붙이
숲도마뱀붙이(Mokopirirakau granulatus)는 포레스트 게코(forest gecko)라고도 불리며, 도마뱀붙이류의 일종이다. 종명 Granulatus는 피부의 낟알같은 질감을 의미한다. 마오리어 이름은 모코 피리라카우(moko pirirākau, "나무에 매달린 도마뱀")이며, 속명의 유래가 된다. 뉴질랜드에 고유하며, 파노스 구, 말버러 지방, 캔터베리 지방을 제외한 모든 지역에서 발견된다.
2010년 6월에 노스랜드의 야생공원에서 네 마리의 암컷, 세 마리의 수컷이 절도당했다. 숲도마뱀붙이는 야생동물법 1953(:en:Wildlife Act 1953)에 의거하여 보호받는다.

## 보전
2012년에 보전부(:en:Department of Conservation)은 숲도마뱀붙이를 뉴질랜드멸종위기분류체계(:en:New Zealand Threat Classification System) 아래 "위험(At Risk )" 상태로 재분류하였는데, 개체수의 감소세가 점점 빨라지고 있기 때문이다. 이 도마뱀붙이류는 보존부 목록에 "데이터 부족(Data Poor )"으로 등록되었는데, 말 그대로 확실하게 단정짓기엔 데이터가 모자라기 때문이다.

## 참고 문서
- 뉴질랜드의 도마뱀붙이(영어판)